# Особняк Кшесінської (Санкт-Петербург)

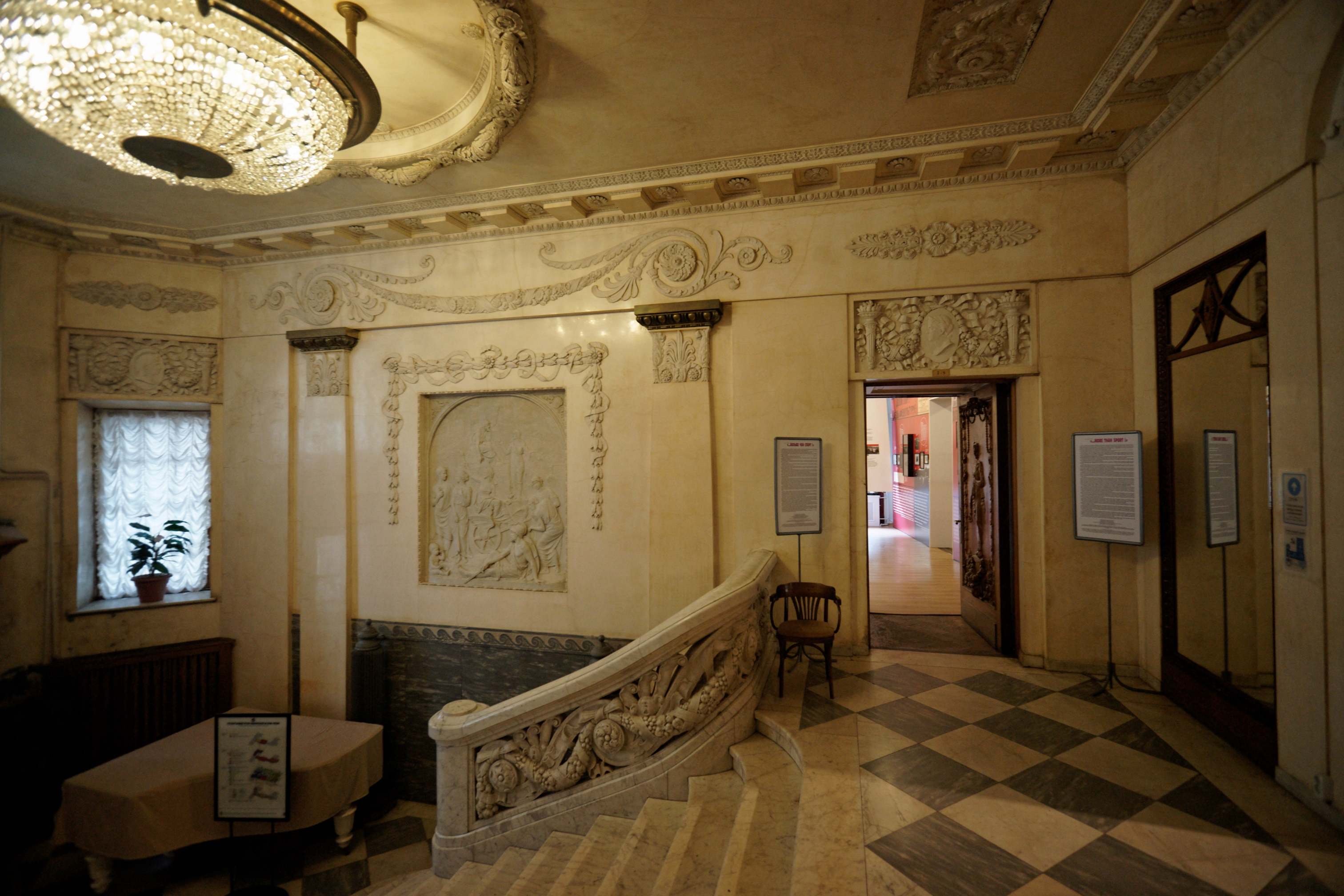
Особняк Кшесінської (Санкт-Петербург), декор вестибюля

Особняк Кшесінської — парадне житлове приміщення палацового типу у Санкт-Петербурзі, котре створив для балерини імператорських театрів Матильди Кшесінської архітектор Александер фон Гоген.

## Історія створення
Творча біографія архтектора Олександра фон Гогена практично навпіл поділена 1900 роком. Він починав учнем-помічником у таких відомих архітекторів, як Красовський Олександр Федорович (1848—1918), архітектор і граф Сюзор Павло Юлійович (1844—1919). Панівною стилістикою в столиці був еклектизм, прихильником котрого став і Олександр фон Гоген.
Однак найбільший вплив на свідомість і творчість Олександра мав архітектор Богомолов Іван Семенович (1841—1886), що працював у псевдоросійському стилі. Архітектор-початківець навіть називав себе послідовником творчості Богомолова І. С. Ранні твори це підтверджують. Церкви, дача генерала Чернова «Сосновка», проект Офіцерського зібрання в Санкт-Петербурзі (на Литейному проспекті) виконані в псевдоросійській стилістиці.
У Фінляндії, що входила тоді до складу Російської імперії народився новий стиль, що отримав назву національний романтизм або північний модерн. Архітектурна споруда ніби народжувалась з середини назовні і вже після цього отримувала спрощені, перебільшені об'єми зі стриманим декором та активний силует. В стилі національного романтизму в країнах Скандинавії будували як суспільно значимі, так і приватні споруди.
В Санкт-Петербурзі національний романтизм стикнувся з сумішшю стилів, серед котрих були псевдоросійський, неокласицизм, неогрек, декоративний модерн бельгійського походження. В столиці суспільно значимих споруд в стилі північний модерн не будували, його використовували лише для побудови дач та приватних маєтків у містах.
До стилістики північний модерн Олександр фон Гоген звернувся на початку 1900-х років. Особняк для прима-балерини імператорських театрів Матильди Кшесінської був вибудований у період 1904—1906 рр.
Враховуючи його палацове призначення і відвідини сановниками імперії та царською родиною, архітектор опрацював фасади декоративними ґратками різного малюнку та грою різновеликих об'ємів, відмовившись і від монументальності, і від високих дахів, і від перебільшених об'ємів, зберігши наближеність до реальної особи та графічну красу кожної деталі асиметричних фасадів. В творчому доробку архітектора особняк Кшесінської став шедевром. При створенні декору палацових інтер'єрів був задіяний архітектор Дмитрієв Олександр Іванович (1878—1959). Меблі і облаштування були придбані у Парижі.

## План і проектні рішення фон Гогена

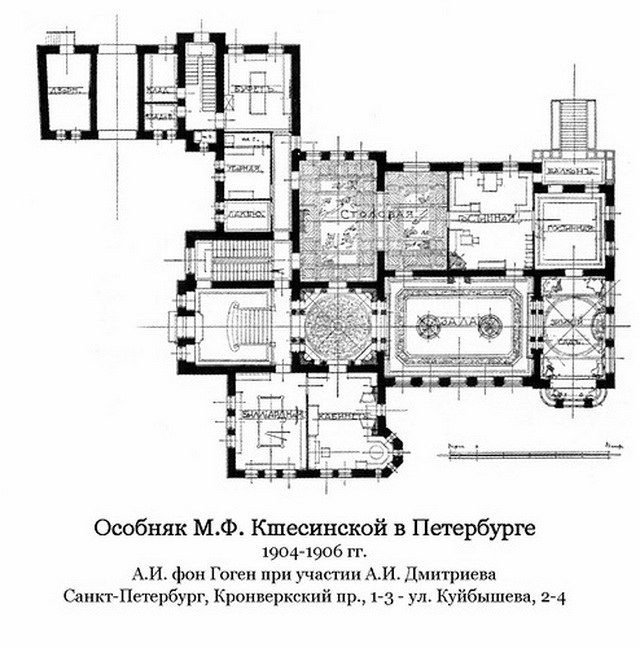
Особняк М. Ф. Кшесінської, поземний план
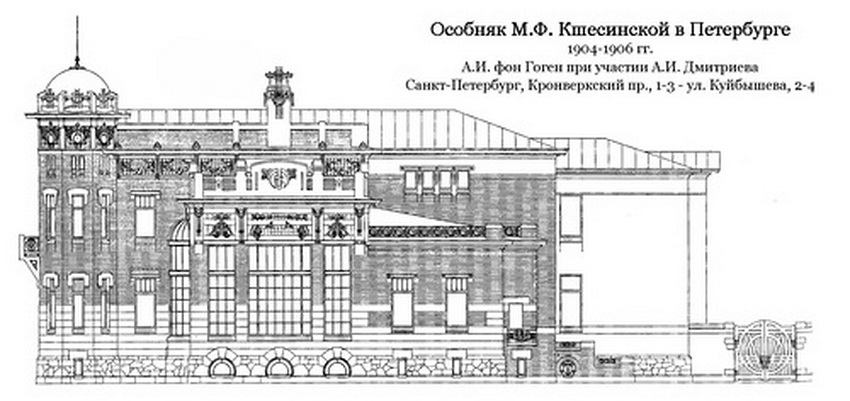
Особняк М. Ф. Кшесінської, бічний фасад і зимовий сад
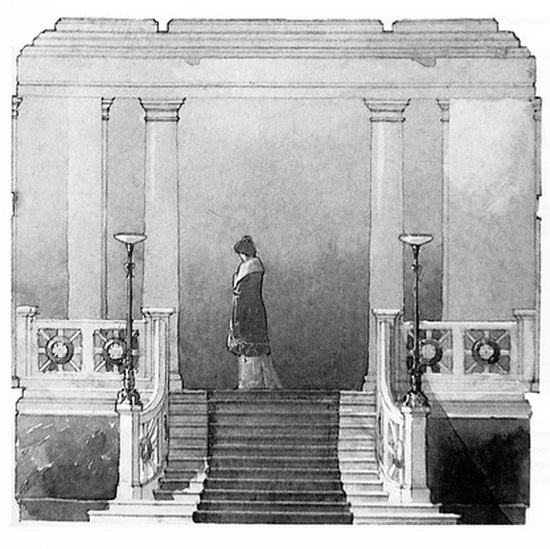
Особняк М. Ф. Кшесінської, парадні сходи у вестибюлі
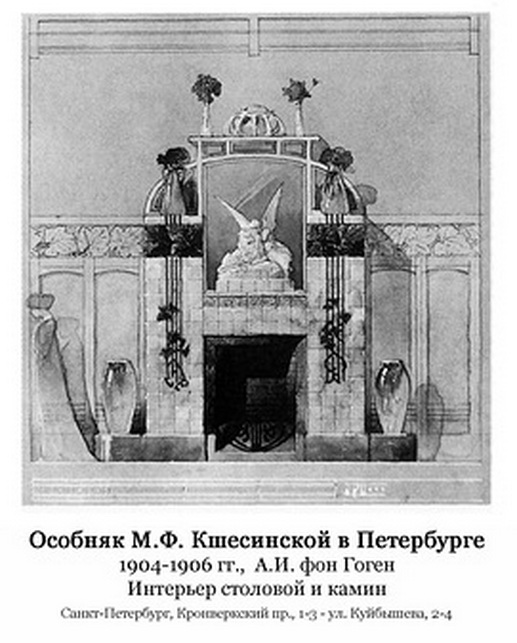
Особняк М. Ф. Кшесінської, декор каміна

## Використання

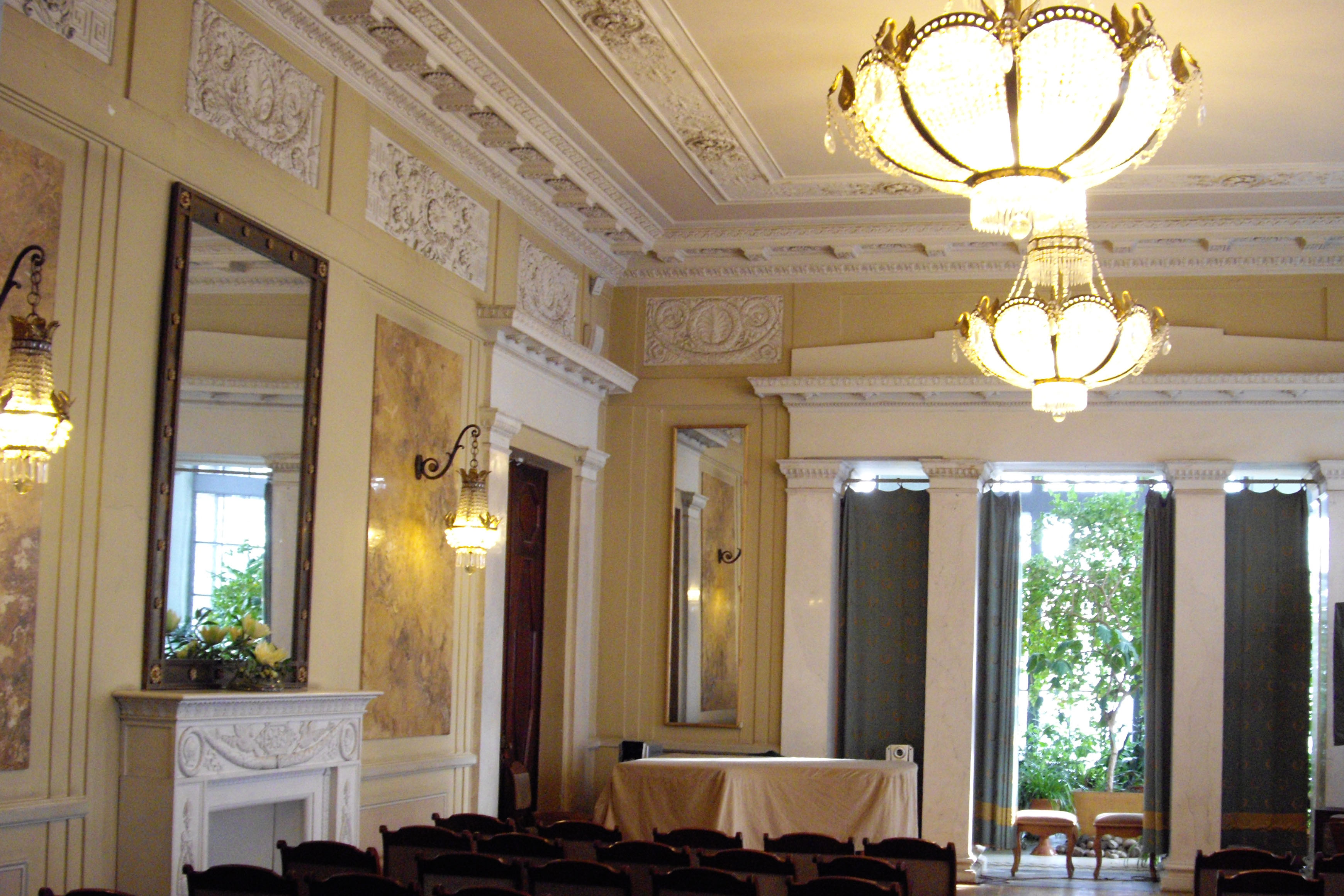
Відтворена наново у 1987 році Біла зала.

Кшесінську залякали листами з загрозами знищення і вона вимушено покинула будинок.
Після Лютневою революції 1917 року приватну споруду Матильди Кшесінської захопили вояки запасного бронеавтомбільного дивізіону без відшкодування за захоплене приватне майно. В березні 1917 року парадний другий поверх палацу зайняли члени Петербурзького комітету РСДРП (б). Саме тут працювали керівники комітету, серед котрих В. Ленін, Яків Свердлов, Олександра Коллонтай, Анатолій Луначарський та ін.
Після жовтневого перевороту особняк Кшесінської націоналізували і розпочалось його пограбування. Споруда часто міняла власників, а її палацові інтер'єри в стилі пізнього і раннього класицизму та паризькі меблі були знищені.
Серед збережених інтер'єрів — вестибюль, аванзал, зала зі сходинками, приміщення цокольного поверху. Спромоглися відтворити лише Білу залу 1987 року. Приміщення палацу пристосовані під виставки музею політичної історії Росії.

## Галерея

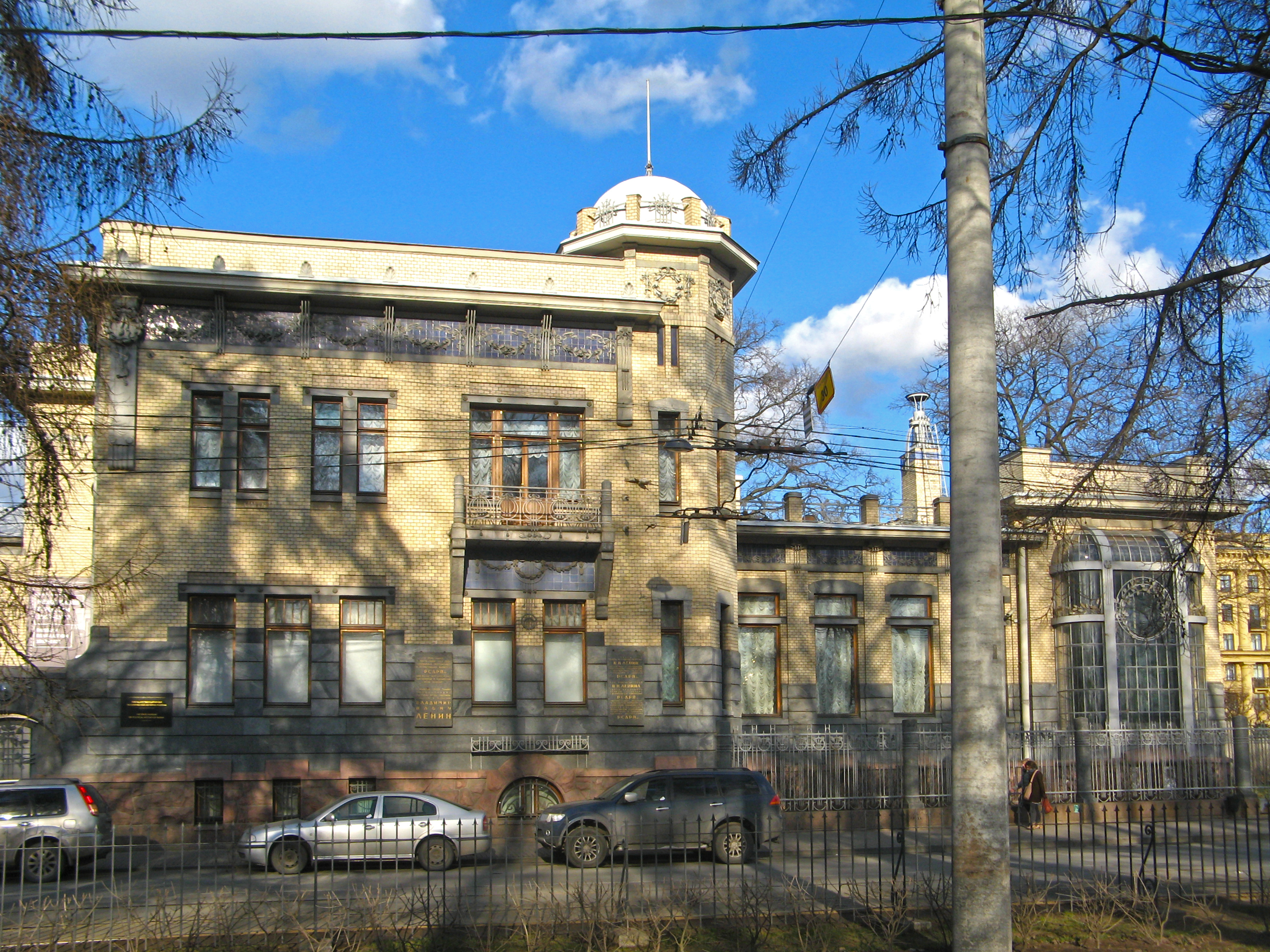
Санкт-Петербург. Особняк Кшесінської. Фасад на Кронверкський провулок.
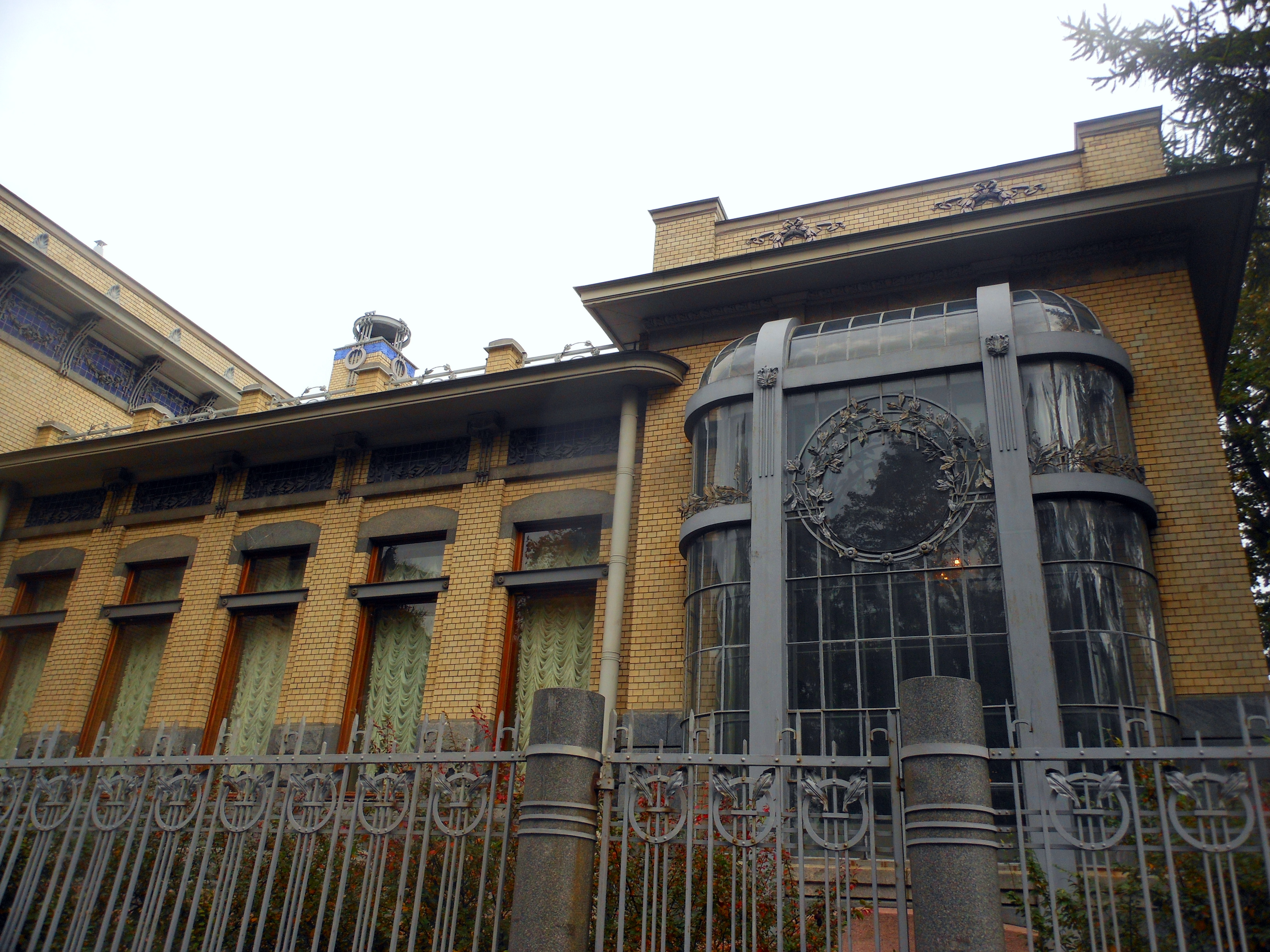
Санкт-Петербург. Особняк Кшесінської. Зимовий сад.
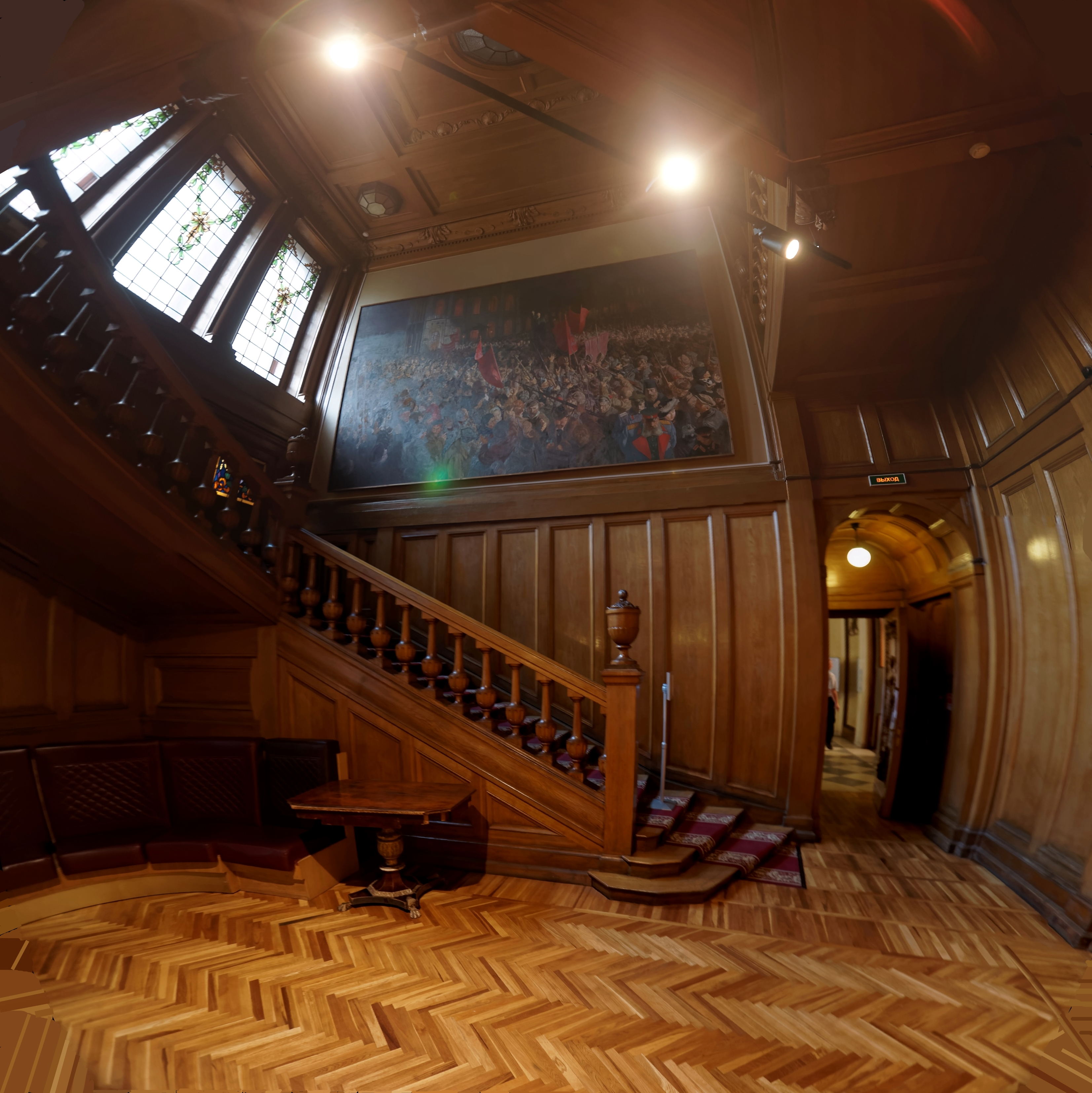
Зала дерев'яних сходинок
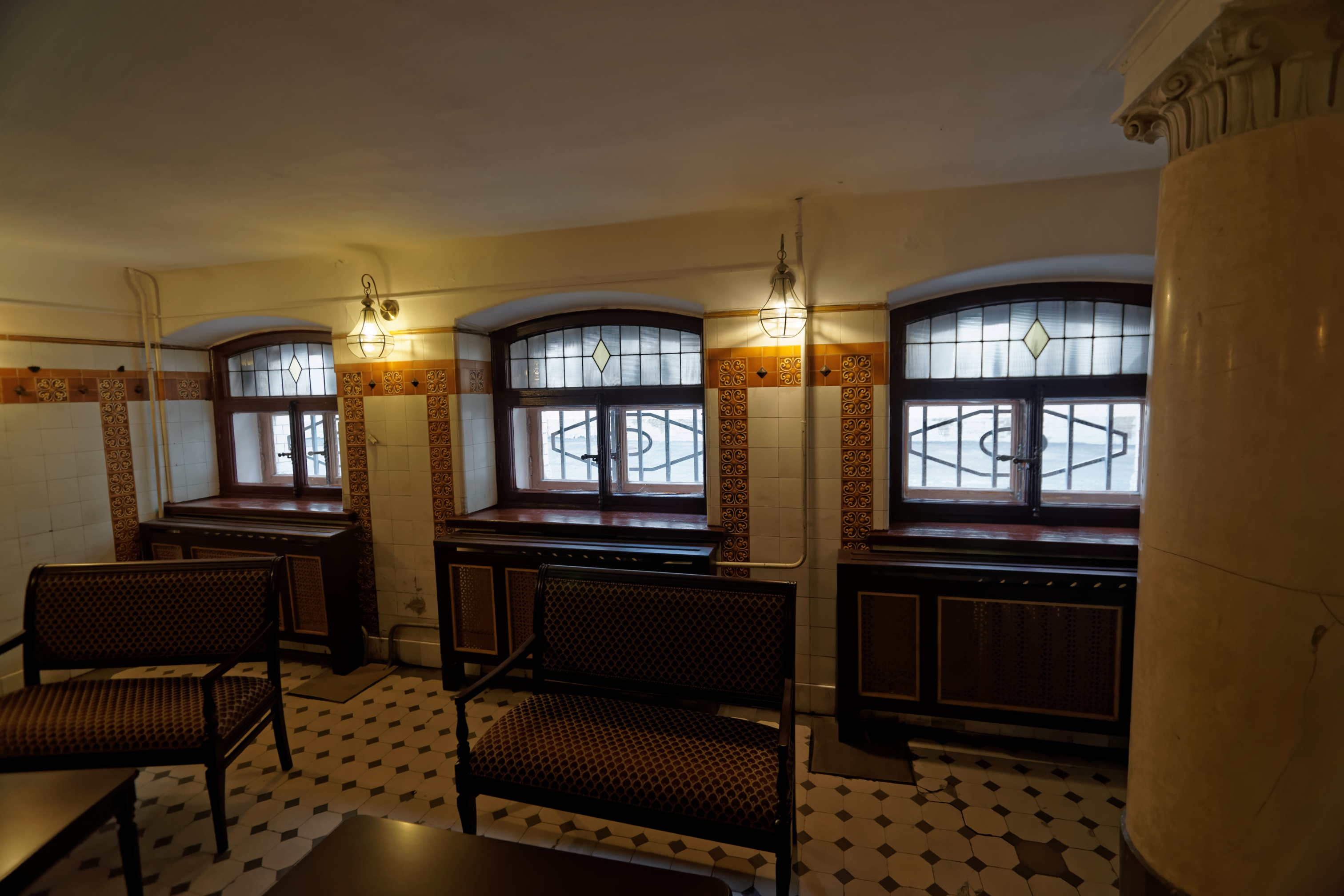